# Pocahontas (trilha sonora)
Pocahontas: An Original Walt Disney Records Soundtrack é uma trilha sonora do filme de animação da Disney Pocahontas. Contém canções compostas por Alan Menken & Stephen Schwartz, conduzida por David Friedman, com as vozes de Judy Kuhn, Mel Gibson, Linda Hunt, Jim Cummings, David Ogden Stiers, entre outros e com singles por Jon Secada & Shanice, e Vanessa Williams. O álbum da trilha sonora alcançou a primeira posição na parada da Billboard 200.
A canção "Colors of the Wind" venceu a categoria de melhor canção original no Oscar e Globo de Ouro. No Grammy Award de 1996 foi premiada na categoria Best Song Written Specifically for a Motion Picture or for Television. Alcançou a #4 posição na Billboard Hot 100 da Billboard americana. A canção ganhou o certificado de disco de ouro através da Recording Industry Association of America.
"Colors of the Wind" ganhou uma versão pop em português interpretada por Daniela Mercury, que foi lançada como single para promover o filme no Brasil.

## Produção
A música da trilha sonora de Pocahontas tem uma das maiores e mais complexas partituras já escritas para um filme de animação da Disney. É o quarto filme de animação da Disney a ter sua trilha sonora composta por Alan Menken. Ele já havia trabalhado com o letrista Howard Ashman, que morreu antes da realização de Pocahontas. Ele começou a trabalhar com Stephen Schwartz, que se tornou o letrista da trilha sonora.
Stephen Schwartz foi recomendado a Alan por pessoas da Disney Animation Studios. Em um documentário da trilha sonora, Alan diz que depois de pensar nisso, ele percebeu que o estilo de Stephen seria perfeito para a música do filme por causa de sua escrita, que é uma brilhante combinação de teatro, folk e clássico. Alan disse: "Eu realmente senti que ele e eu seríamos capazes de encontrar uma voz única para nós dois, e nós fizemos". A primeira música que eles escreveram juntos foi "Colors of the Wind". De acordo com Jim Pentecost, o produtor do filme, a emoção das letras e da música para "Colors of the Wind" foi muito poderoso e definiu o filme e sobre o que seria. A música foi escrita nos estágios iniciais do desenvolvimento da história. Jim Pentecost disse: "Quando Stephen veio com o título 'Cores do Vento' e desenvolveu sua letra, ajudou muito a nos dizer o que este filme deveria ser."
Alan Menken e Stephen Schwartz juntaram-se e foram capazes de criar esta trilha sonora com base em coisas que sentiram fortemente e encontraram uma forma de expressar através da música. No vídeo documental da trilha sonora, Stephen falou sobre como eles sabiam o que queriam dizer através da música e retratavam quem era Pocahontas, e eles conseguiram encontrar as partes de si mesmas que se encontraram com o personagem de Pocahontas para criar a música para o filme.

## Lista de faixas
Todas as letras escritas por Stephen Schwartz, todas as músicas compostas por Alan Menken.
| Pocahontas: An Original Walt Disney Records Soundtrack |                                        |                                       |         |  |
| N.º                                                    | Título                                 | Intérprete(s)                         | Duração |  |
| 1.                                                     | "The Virginia Company"                 | Chorus                                | 1:30    |  |
| 2.                                                     | "Ship At Sea"                          | Alan Menken                           | 2:34    |  |
| 3.                                                     | "The Virginia Company (Reprise)"       | Chorus & Mel Gibson                   | 0:35    |  |
| 4.                                                     | "Steady As the Beating Drum"           | Chorus                                | 1:46    |  |
| 5.                                                     | "Steady As the Beating Drum (Reprise)" | Chorus                                | 0:45    |  |
| 6.                                                     | "Just Around the Riverbend"            | Judy Kuhn                             | 2:27    |  |
| 7.                                                     | "Grandmother Willow"                   | Menken                                | 1:27    |  |
| 8.                                                     | "Listen With Your Heart (Part 1)"      | Bobbi Page & Linda Hunt               | 1:12    |  |
| 9.                                                     | "Mine, Mine, Mine"                     | David Ogden Stiers & Gibson           | 3:05    |  |
| 10.                                                    | "Listen With Your Heart (Part 2)"      | Page & Hunt                           | 2:46    |  |
| 11.                                                    | "Colors of the Wind"                   | Kuhn                                  | 3:34    |  |
| 12.                                                    | "Savages (Part 1)"                     | Ogden Stiers, Jim Cummings & Chorus   | 1:43    |  |
| 13.                                                    | "Savages (Part 2)"                     | Kuhn, Ogden Stiers, Cummings & Chorus | 2:15    |  |
| 14.                                                    | "I'll Never See Him Again"             | Menken                                | 1:55    |  |
| 15.                                                    | "Pocahontas"                           | Menken                                | 1:22    |  |
| 16.                                                    | "Council Meeting"                      | Menken                                | 1:11    |  |
| 17.                                                    | "Percy's Bath"                         | Menken                                | 0:51    |  |
| 18.                                                    | "River's Edge"                         | Menken                                | 1:27    |  |
| 19.                                                    | "Skirmish"                             | Menken                                | 2:02    |  |
| 20.                                                    | "Getting Acquainted"                   | Menken                                | 1:30    |  |
| 21.                                                    | "Ratcliffe's Plan"                     | Menken                                | 1:47    |  |
| 22.                                                    | "Picking Corn"                         | Menken                                | 0:55    |  |
| 23.                                                    | "The Warriors Arrive"                  | Menken                                | 1:23    |  |
| 24.                                                    | "John Smith Sneaks Out"                | Menken                                | 1:14    |  |
| 25.                                                    | "Execution"                            | Menken                                | 1:34    |  |
| 26.                                                    | "Farewell"                             | Menken                                | 4:47    |  |
| 27.                                                    | "Colors of the Wind (End Title)"       | Vanessa Williams                      | 4:17    |  |
| 28.                                                    | "If I Never Knew You (End Title)"      | Jon Secada & Shanice                  | 4:13    |  |
| Duração total:                                         | Duração total:                         | Duração total:                        | 55:08   |  |

| Disco 2 (Walt Disney Records: The Legacy Collection) |                                                   |                                                    |         |  |
| N.º                                                  | Título                                            | Intérprete(s)                                      | Duração |  |
| 1.                                                   | "If I Never Knew You"                             | Mel Gibson & Judy Kuhn                             | 3:21    |  |
| 2.                                                   | "Thomas Reports"                                  | Alan Menken                                        | 0:45    |  |
| 3.                                                   | "Savages"                                         | David Ogden Stiers, Jim Cummings, Kuhn, and Chorus | 3:58    |  |
| 4.                                                   | "Execution"                                       | Menken                                             | 1:37    |  |
| 5.                                                   | "Now’s Our Chance"                                | Menken                                             | 1:06    |  |
| 6.                                                   | "Farewell"                                        | Menken                                             | 5:08    |  |
| 7.                                                   | "If I Never Knew You (Love Theme)"                | Jon Secada & Shanice                               | 4:14    |  |
| 8.                                                   | "Colors of the Wind (End Title)"                  | Vanessa Williams                                   | 4:20    |  |
| 9.                                                   | "Epiphany / Savages (Part 2) (Alternate version)" | Menken                                             | 2:02    |  |
| 10.                                                  | "Just Around the Riverbend (Demo)"                | Menken                                             | 5:29    |  |
| 11.                                                  | "If I Never Knew You (Demo)"                      | Menken                                             | 3:10    |  |
| 12.                                                  | "Different Drummer (Demo)"                        | Menken                                             | 3:55    |  |
| 13.                                                  | "First to Dance (Demo)"                           | Menken                                             | 4:40    |  |
| 14.                                                  | "In the Middle of the River (Demo)"               | Menken                                             | 4:10    |  |
| Duração total:                                       | Duração total:                                    | Duração total:                                     | 47:49   |  |

## Edição brasileira
Pocahontas Em Português (Uma Trilha Sonora Original da Walt Disney Records foi lançada no Brasil em 1995 e relançada em 1999. Telmo Perle Münch foi o responsável pelas traduções das canções.
Todas as letras escritas por Stephen Schwartz, todas as músicas compostas por Alan Menken.
| Lista de faixas |                                             |                                            |         |  |
| N.º             | Título                                      | Intérprete(s)                              | Duração |  |
| 1.              | "A Companhia Virginia"                      | Coro                                       | 1:30    |  |
| 2.              | "Barco em Alto Mar"                         | Alan Menken                                | 2:35    |  |
| 3.              | "A Companhia Virginia (Reprise)"            | Coro & Marcelo Coutinho                    | 0:36    |  |
| 4.              | "No Compasso de um Tambor"                  | Coro                                       | 1:46    |  |
| 5.              | "No Compasso de um Tambor (Reprise)"        | Isaac Bardavid & Coro                      | 0:46    |  |
| 6.              | "Logo Após a Curva do Rio"                  | Kika Tristão                               | 2:28    |  |
| 7.              | "Avó Willow"                                | Menken                                     | 1:28    |  |
| 8.              | "Ouça o Seu Coração I"                      | Selma Lopes & Lilly Abreu                  | 1:13    |  |
| 9.              | "Meu, Meu, Meu"                             | Maurício Luz, Pedro Lopez, Coutinho & Coro | 3:06    |  |
| 10.             | "Ouça o Seu Coração II"                     | Lopes & Abreu                              | 2:47    |  |
| 11.             | "Cores do Vento"                            | Tristão                                    | 3:35    |  |
| 12.             | "Bárbaros (Parte 1)"                        | Luz, Isaac Bardavid, Lopez & Coro          | 1:44    |  |
| 13.             | "Bárbaros (Parte 2)"                        | Luz, Bardavid, Tristão & Coro              | 2:15    |  |
| 14.             | "Nunca Mais o Verei"                        | Menken                                     | 1:55    |  |
| 15.             | "Pocahontas"                                | Menken                                     | 1:23    |  |
| 16.             | "Conselho de Guerra"                        | Menken                                     | 1:12    |  |
| 17.             | "O Banho de Percy"                          | Menken                                     | 0:51    |  |
| 18.             | "Na Beira do Rio"                           | Menken                                     | 1:28    |  |
| 19.             | "Escaramuça"                                | Menken                                     | 2:03    |  |
| 20.             | "Mostre-me seu Mundo"                       | Menken                                     | 1:31    |  |
| 21.             | "O Plano de Ratcliffe"                      | Menken                                     | 1:48    |  |
| 22.             | "No Milharal"                               | Menken                                     | 0:55    |  |
| 23.             | "Os Guerreiros"                             | Menken                                     | 1:23    |  |
| 24.             | "Encontro Secreto"                          | Menken                                     | 1:15    |  |
| 25.             | "A Execução"                                | Menken                                     | 1:34    |  |
| 26.             | "Despedida"                                 | Menken                                     | 4:46    |  |
| 27.             | "Cores do Vento (Tema Principal)"           | Daniela Mercury                            | 4:02    |  |
| 28.             | "Se Eu Não Te Encontrasse (Tema Principal)" | Jon Secada & Mercury                       | 4:14    |  |
| Duração total:  | Duração total:                              | Duração total:                             | 56:06   |  |

## Edição portuguesa
Todas as letras escritas por Stephen Schwartz, todas as músicas compostas por Alan Menken.
| Lista de faixas |                                              |                                    |         |  |
| N.º             | Título                                       | Intérprete(s)                      | Duração |  |
| 1.              | "Virginia Companhia"                         | Coro                               | 1:29    |  |
| 2.              | "Navio no Mar"                               | Alan Menken                        | 2:34    |  |
| 3.              | "Virginia Companhia (Repetição)"             | Coro & Miguel Ângelo               | 0:32    |  |
| 4.              | "Ao Compasso do Tambor (Títulos de Crédito)" | Coro                               | 1:48    |  |
| 5.              | "Ao Compasso do Tambor (Repetição)"          | Coro                               | 0:45    |  |
| 6.              | "Depois do Rio o Que é Que Vem?"             | Susana Félix                       | 2:28    |  |
| 7.              | "Avó Willow"                                 | Menken                             | 1:27    |  |
| 8.              | "Ouve o Coração (Parte 1)"                   | Anna Paula                         | 1:17    |  |
| 9.              | "Cavem, Cavem, Cavem"                        | Maurício Luz, Miguel Ângelo & Coro | 3:02    |  |
| 10.             | "Ouve o Coração (Parte 2)"                   | Anna Paula                         | 2:45    |  |
| 11.             | "Quantas Cores o Vento Tem"                  | Félix                              | 3:35    |  |
| 12.             | "Bárbaros (Parte 1)"                         | Luz, Fernando Luís & Coro          | 1:44    |  |
| 13.             | "Bárbaros (Parte 2)"                         | Félix, Luz, Luís & Coro            | 2:16    |  |
| 14.             | "Não o Tomarei a Ver"                        | Menken                             | 1:55    |  |
| 15.             | "Pocahontas"                                 | Menken                             | 1:23    |  |
| 16.             | "Reunião de Conselho"                        | Menken                             | 1:12    |  |
| 17.             | "O Banho de Percy"                           | Menken                             | 0:51    |  |
| 18.             | "A Beira do Rio"                             | Menken                             | 1:28    |  |
| 19.             | "A Escaramuça"                               | Menken                             | 2:03    |  |
| 20.             | "Conhecendo-se"                              | Menken                             | 1:31    |  |
| 21.             | "O Plano de Ratcliffe"                       | Menken                             | 1:47    |  |
| 22.             | "A Colheita do Milho"                        | Menken                             | 0:55    |  |
| 23.             | "A Chegada dos Guerreiros"                   | Menken                             | 1:23    |  |
| 24.             | "A Escapadela de John Smith"                 | Menken                             | 1:15    |  |
| 25.             | "A Execução"                                 | Menken                             | 1:34    |  |
| 26.             | "Adeus"                                      | Menken                             | 4:48    |  |
| 27.             | "As Cores do Vento"                          | Félix                              | 3:35    |  |
| 28.             | "Se Eu Não Te Encontrasse (Créditos Finais)" | Jon Secada & Mercury               | 4:14    |  |
| Duração total:  | Duração total:                               | Duração total:                     | 55:32   |  |

## Desempenho comercial

### Paradas semanais
| Parada musical (1995)        | Melhor posição |
| ---------------------------- | -------------- |
| Estados Unidos Billboard 200 | 1              |

### Certificações
| País                  | Certificação | Vendas/Cópias |
| --------------------- | ------------ | ------------- |
| Estados Unidos (RIAA) | 3× Platina   | 3.000.000     |

### Singles
| Canção                     | Ano  | Melhores posições | Melhores posições | Melhores posições | Melhores posições | Melhores posições | Melhores posições | Melhores posições | Intérprete                   |
| Canção                     | Ano  | EUA               | EUA R&B           | ALE               | AUS               | IRL               | NZ                | UK                | Intérprete                   |
| -------------------------- | ---- | ----------------- | ----------------- | ----------------- | ----------------- | ----------------- | ----------------- | ----------------- | ---------------------------- |
| "Colors of the Wind"       | 1995 | 4                 | 53                | 8                 | 16                | 16                | 25                | 21                | Vanessa L. Williams          |
| "If I Never Knew You"      | 1995 | 8                 | 24                | —                 | —                 | —                 | —                 | 51                | Jon Secada & Shanice         |
| "Se Eu Não Te Encontrasse" | 1995 | —                 | —                 | —                 | —                 | —                 | —                 | —                 | Jon Secada & Daniela Mercury |